# 塔塔爾切夫冰原島峰

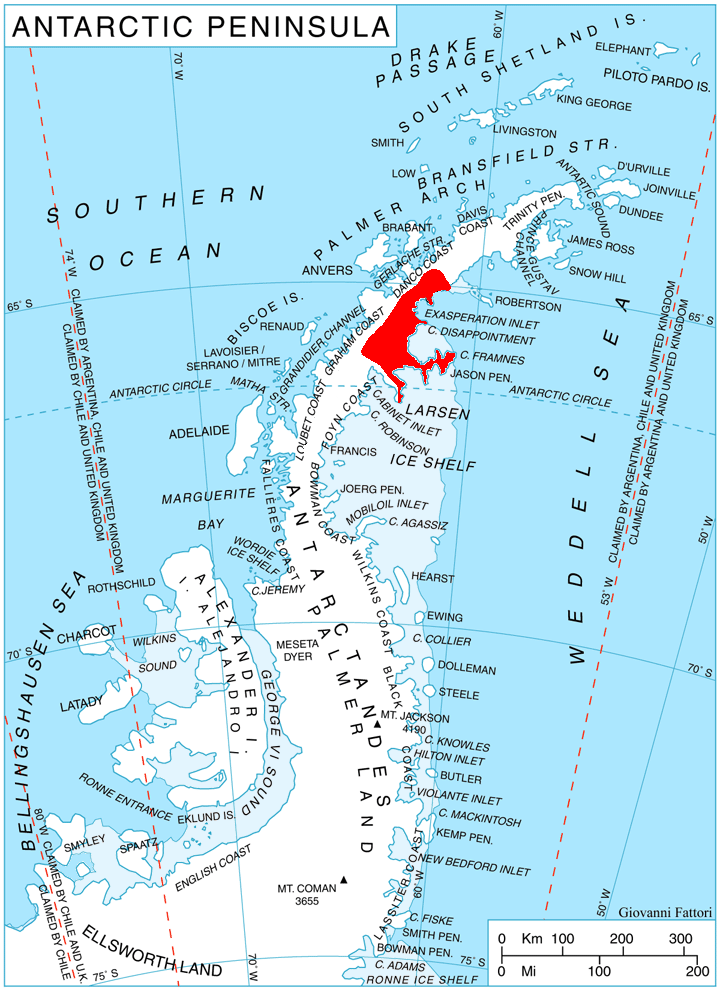

塔塔爾切夫冰原島峰（英語：Tatarchev Nunatak）是南極洲的冰原島峰，它位於葛拉漢地東部的奧斯卡二世海岸，處於寬達里山以南3.65公里和雷塞萊茨峰西北面5.75公里，長3.2公里、寬2.2公里，海拔高度550米，目前由南極條約體系管理。